# 장시기
故장시기(張時基)는 대한민국의 교육자이며 동국대학교 교수이다.
동국대학교 영문학과 교수와 민주화를 위한 전국교수협의회(민교협) 사무총장을 지냈으며 2005년 7월 안식년을 맞아 남아프리카 공화국에서 연구활동을 하였다. 강정구의 발언이 보수단체들의 공격을 받으며 문제가 되자 이를 옹호하는 칼럼을 올렸으며 "(특정 학자가) 사상이나 학문에서 서로 반대의견에 있더라도 탄압을 받는다면 그를 돕는 게 학자된 도리다. 그런 측면에서 강 선생이 너무 외롭게 보수세력에 의해 당하는 것 같아 옹호하는 것이다."라고 밝혔다. 2005년 10월 차이점을 인정하지 않는 보수단체의 일방적 공격을 비판하며 성토하는 내용의 칼럼을 기고하기도 하였다. 영문학 전공 교수로서 그는 학생들에게 남아프리카의 영어 문학을 소개하고, 들뢰즈(Gilles Deleuze)의 사상을 영화/문학 비평이론에 접목하는 등 영문학 텍스트의 세계를 더욱 풍부하게 만드는 데 기여하였다. 이명박 정권과 18대 대통령 선거의 국정원 선거개입에 반대하는 시국선언, 반값등록금 릴레이 시위 등 정치·사회문제 해결을 위한 활동에도 적극적으로 참여하였다. 2017년 7월 12일 향년 57세의 나이로 별세하였다.

## 참조
1. 1 2  '제2 강정구'?... 동국대 장시기 교수글도 논란 - 오마이뉴스
2. ↑  장시기 교수 "수구세력은 미제의 꼭두각시" - 오마이뉴스